# Banco de semen
Un banco de semen es una dependencia destinada a la preservación de esperma de diversos animales con el fin de conservarlos congelados para una posterior inseminación artificial.
- En la sociedad civil existen bancos de semen humanos para dar servicio a parejas infértiles.
- En la ganadería, se emplean como repositorios de sementales valiosos.
- En medio ambiente se usan bancos de semen junto con los bancos de óvulos para preservar el material genético de especies en peligro de extinción.

Las muestras en pequeñas cápsulas cilíndricas son congeladas en termos de nitrógeno líquido.
Los primeros centros civiles de este tipo se crearon en 1964 en Tokio y Iowa. En 1979 se abre el primero de estos en España, concretamente en Barcelona, por el centro privado de reproducción asistida CEFER.
En general se recurren a los bancos de semen humanos en las clínicas de reproducción asistida en casos de ausencia del varón, de imposibilidad del mismo para dejar la muestra o en casos de fallo testicular. Además estos bancos resultan un lugar donde se guardarán muestras valiosas para hombres que se van a someter a tratamientos de quimioterapia, casos de lavado de virus o vasectomías. También se practica la extracción de esperma de hombres fallecidos.

## Almacenamiento
El correcto almacenamiento del semen implica las siguientes características: aislamiento térmico, organización interna clara (identificación adecuada y precisas de las muestras) y acceso y manejo fácil de las muestras. La temperatura de conservación es de -196 °C en tanques de nitrógeno líquido, las muestras deben ser termoselladas, descontaminadas antes de ser introducidas y se deben congelar de manera progresiva, de forma que los espermatozoides puedan recuperar su actividad.
Sin embargo, en algunas clínicas se ha practicado con éxito el almacenamiento de semen humano y ovocitos en fase de vapor.
Para la conservación de muestras pequeñas, se utiliza un contenedor GT-40, en fase líquida. Para muestras de mayor tamaño, se emplea un CBS V1500-AB, en fase gaseosa.
Entre los principales métodos de empaquetado encontramos
1. Cryotop: 
  - Presenta mayor estabilidad térmica y una tasa de congelación no uniforme.
  - Necesita mayor espacio.
  - El N2 está en contacto con el material almacenado.
  - Es de bajo coste.
  - Se usan criotubos o crioviales.
2. Goblet:
  - Presenta una congelación uniforme.
  - Tiene mayor sensibilidad a los cambios de temperatura.
  - El N2 está en contacto con la muestra.
  - Es de bajo coste.
3. Pajuela:
  - Presenta una tasa de congelación más uniforme.
  - Es un sistema cerrado: no hay contacto con el N2.
  - Elevado coste por el equipo de relleno y sellado.
  - Generalmente, se utiliza esta técnica.

## Donantes
Los criterios requeridos para las personas que quieren ser donantes de semen incluyen:
-Edad comprendida entre los 18 y 40 años.
-Volumen de muestra > 2,5 ml
-Concentración > 70 millones de espermatozoides/ml
-Motilidad > 70%
-Morfología > 8% de los espermatozoides con morfología normal
Adicionalmente, se realiza un examen sanguíneo y de esperma con el fin de evaluar diversos aspectos. En la evaluación sanguínea, se investiga la presencia de infecciones (como sífilis, VIH, hepatitis y clamidia), se analiza el cariotipo, el grupo sanguíneo y el recuento sanguíneo. Respecto al esperma, se lleva a cabo un cultivo para identificar posibles infecciones por Neisseria G. En caso de detectarse algún problema en cualquiera de estas evaluaciones, se descarta al donante, lo que implica que su esperma no será utilizado. Por otro lado, las muestras que superan satisfactoriamente estas pruebas se mantienen en cuarentena durante un periodo de 6 meses, tras el cual se repiten las pruebas, especialmente la del VIH. Si, al cabo de esos 6 meses, el donante sigue siendo negativo para el VIH, la muestra de dicho donante se libera de la cuarentena y se considera apta para su uso.